# Pietro De Angelis (fantino)
Pietro De Angelis, detto Pietrino, Cannella e Romanino (Cineto Romano, 10 ottobre 1905 – Siena, 14 agosto 1957), è stato un fantino italiano.

## Biografia
Nato in provincia di Roma, Pietrino è stato protagonista del Palio di Siena prima e dopo la seconda guerra mondiale. Le sue due uniche vittorie sono datate 16 agosto 1935 (per l'Istrice, su Ruello) e 2 luglio 1939 (per l'Aquila su Folco).
Ha comunque corso il Palio fino alla metà degli anni cinquanta, chiudendo nel 1956 a ben cinquantuno anni di età.
Pietrino morì in seguito di un infarto il 14 agosto 1957 a Siena, durante le riprese del film La ragazza del Palio, cui prendeva parte come comparsa.

## Presenze al Palio di Siena
| Palio          | Contrada   | Cavallo     | Note   |
| -------------- | ---------- | ----------- | ------ |
| 2 luglio 1933  | Nicchio    | Zebra       |        |
| 16 agosto 1933 | Giraffa    | Aquilino    |        |
| 2 luglio 1934  | Giraffa    | Aquilino    |        |
| 16 agosto 1934 | Nicchio    | Lampo       |        |
| 2 luglio 1935  | Istrice    | Rosetta     |        |
| 16 agosto 1935 | Istrice    | Ruello      |        |
| 2 luglio 1936  | Oca        | Folco       |        |
| 2 luglio 1937  | Istrice    | Elsa        |        |
| 16 agosto 1937 | Onda       | Giacchino   | scosso |
| 2 luglio 1939  | Aquila     | Folco       |        |
| 2 luglio 1945  | Selva      | Montecucco  |        |
| 20 agosto 1945 | Istrice    | Bozzetto    |        |
| 2 luglio 1946  | Istrice    | Montecucco  |        |
| 16 agosto 1946 | Bruco      | Misa        |        |
| 18 maggio 1947 | Giraffa    | Topo        |        |
| 2 luglio 1947  | Chiocciola | Mario       |        |
| 16 agosto 1947 | Istrice    | Ida         |        |
| 2 luglio 1948  | Istrice    | Anita       |        |
| 16 agosto 1948 | Onda       | Piero       | scosso |
| 2 luglio 1949  | Torre      | Marco Polo  |        |
| 16 agosto 1949 | Istrice    | Anita       |        |
| 2 luglio 1950  | Leocorno   | Orafo       | scosso |
| 16 agosto 1950 | Aquila     | Gioia       |        |
| 16 agosto 1951 | Leocorno   | Volpe       |        |
| 2 luglio 1952  | Torre      | Miramare    |        |
| 16 agosto 1953 | Leocorno   | Fontegiusta | scosso |
| 2 luglio 1956  | Leocorno   | Tanaquilla  | scosso |